# Cacciatori d’Albania
Cacciatori d’Albania (albańskie pułki lekkiej piechoty) – jednostki wojskowe włoskiej armii złożone z Albańczyków podczas II wojny światowej.
Pod koniec 1941 r. Włosi sformowali na obszarze okupowanej Albanii trzy pułki lekkiej piechoty. Były one podporządkowane włoskiej IX Armata Regio Esercito. Liczyły po ok. 2,3 tys. żołnierzy.
Każdy pułk składał się z dwóch batalionów piechoty, kompanii ciężkich karabinów maszynowych i baterii artylerii. Ich zadaniem była walka z nasilającą się miejscową partyzantką. Wiosną 1943 w Kosowie został utworzony czwarty pułk Cacciatori d’Albania.
Przeciwko partyzantom sprawdziły się jedynie 1 i 4 pułk, dlatego połączono je w 1 Brygadę Cacciatori d’Albania, operującą w Kosowie. Natomiast 2 i 3 pułk z powodu dużej dezercji i nikłej wartości bojowej rozwiązano przed kapitulacją Włoch na początku września 1943 r.